# 八坂神社 (上越市西本町)
八坂神社（やさかじんじゃ）は、新潟県上越市の神社。

## 歴史
1028年（長元元年）に創建された。京都の八坂神社から分霊を勧請したものと伝えられている。
元々の祭神は須佐之男尊のみで、「今町祇園社」と呼ばれていた。その後、1689年（元禄2年）に諏訪社を、文化年間（1804年 - 1818年）に日吉社を合祀した。1928年（昭和3年）、近代社格制度における「郷社」に列格し、「八坂神社」に改称した。

## 文化財
- 直江津・高田祇園祭の御旅所行事と屋台巡行（新潟県指定文化財 平成29年3月21日指定）[4]
- 俳諧奉納額（上越市指定文化財）[5]

## 交通アクセス
- 直江津駅より徒歩5分。